# Боймлер, Ганс-Юрген
Ганс-Юрген Боймлер (нем. Hans-Jürgen Bäumler; род. 28 января 1942, Дахау, Бавария) — немецкий фигурист, выступавший в одиночном и парном катании, актёр, певец и телеведущий. В спорте наивысшего успеха достиг, выступая в паре с Марикой Килиус. Они четырежды одерживали победу на чемпионатах Германии, шесть раз подряд становились чемпионами Европы и дважды — чемпионами мира.

## Карьера
Килиус и Боймлер дважды завоёвывали олимпийские серебряные медали: на Олимпийских играх 1960 и Олимпийских играх 1964 годов. В первом случае они уступили паре Барбара Вагнер/Роберт Поул, во втором — Людмиле Белоусовой и Олегу Протопопову.
С 1964 перешли в профессионалы, выступали на ледовых шоу Vienna Ice Revue и Holiday on Ice. В дуэте записали несколько песен, Боймлер позднее выступал как певец в одиночку. Самой успешной его композицией стала «Wunderschönes fremdes Mädchen». С 1964 года снимался в фильмах, в числе которых «Ледовая оперетта» (нем. Eisoperette) и другие. В 1970-х стал телеведущим нескольких программ, в начале 1990-х работал на телеканале RTL.
В 1974 году женился на учительнице по имени Марина. От неё имеет двух сыновей, оба живут во Франции.

## Достижения
(в одиночном катании)
| Соревнование        | 1955 | 1956 | 1957 | 1958 | 1959 |
| ------------------- | ---- | ---- | ---- | ---- | ---- |
| Чемпионаты мира     |      | 12   |      | 14   |      |
| Чемпионаты Европы   |      | 14   | 6    | 8    |      |
| Чемпионаты Германии | 4    | 3    |      | 3    | 3    |

(в парном катании)
| Соревнование            | 1958 | 1959 | 1960 | 1961 | 1962 | 1963 | 1964 |
| ----------------------- | ---- | ---- | ---- | ---- | ---- | ---- | ---- |
| Зимние Олимпийские игры |      |      | 2    |      |      |      | 2    |
| Чемпионаты мира         | 6    | 2    | 3    |      |      | 1    | 1    |
| Чемпионаты Европы       | 5    | 1    | 1    | 1    | 1    | 1    | 1    |
| Чемпионаты Германии     | 1    | 1    | 2    | 2    | 2    | 1    | 1    |